# Daly River (Stadt)
Daly River ist eine Stadt im Norden des australischen Territoriums Northern Territory. Bei der letzten Volkszählung 2021 hatte die Kleinstadt 116 Einwohner.
Die Stadt liegt am Unterlauf des gleichnamigen Flusses, 222 km südlich von Darwin und 311 km nordwestlich von Katherine. Heute besteht die ehemalige Bergbaustadt aus wenig mehr als einem Pub mit einigen Motelzimmern, einer Polizeistation und einem kostenlosen Caravanpark. Sie liegt einige Kilometer flussabwärts von der Brücke, über die heute eine asphaltierte Straße von der wichtigen Touristenroute, dem Stuart Highway aus führt.

## Geschichte
Die Ureinwohner des Gebietes um die Stadt sind die Malak Malak, die in den Aboriginesreservaten Nauiyu und Wooliana flussabwärts leben.
Der Fluss wurde 1865 von Boyle Finniss, dem ehemaligen Premierminister von South Australia in Begleitung von Frederick Henry Litchfield entdeckt – damals gehörte das Northern Territory noch zu South Australia – und nach Sir Dominick Daly benannt.
1882 wurde Kupfer im Fluss entdeckt und die europäische Besiedelung des Gebietes begann.
Die Siedlung Daly River war der Schauplatz besonders blutiger Scharmützel zwischen den örtlichen Aborigines und den Bergleuten. 1884 wurden drei Bergleute ermordet. Die Bergleute in der Stadt übten an den örtlichen Aborigines eine Rache, die zum verübten Verbrechen in gar keinem Verhältnis stand. Ein Jahr später errichtete die Römisch-katholische Kirche eine Mission, vermutlich in dem Wissen um die Spannungen. Infolgedessen gehören heute 75 % der Bevölkerung der römisch-katholischen Konfession an.
Im Verlauf des 20. Jahrhunderts gab es eine Reihe von Versuchen, mehr Leute in Daly River anzusiedeln, aber ohne wirklichen Erfolg. 1911 versuchte die Bundesregierung, die Leute zu überzeugen, in die Stadt zu ziehen. In den 1920er-Jahren gab es Pläne für Erdnuss- und Tabakpflanzungen, die aber nicht realisiert wurden. Auch Pflanzungen von Kaschunüssen und Zuckerrohr führten nicht zum Erfolg. 1967 rodete die Tipperary Land Corporation weite Teile des Landes um die Stadt und begann mit der Anpflanzung von Sorghumhirsen, aber 1973 wurde das Vorhaben wieder aufgegeben.

## Sehenswürdigkeiten
Die Stadt dient als Basis für die Besucher des Daly River Nature Park und für Sportfischer, die Barramundi fangen wollen. Im Park finden sich Leistenkrokodile, andere Reptilien, Spinnen, Kakadus, Wildschweine und Wasserbüffel. Die Vegetation besteht aus Mangroven, riesigem Bambus, Schraubenbäumen und Kapokbäumen.
Von der Daly River Road zweigt 5 km östlich der Stadt eine Stichstraße nach Wooliana, einem Zelt- und Caravanplatz am Flussufer, ab. Es gibt eine Reihe solcher Plätze in der Gegend. Direkt am Ortseingang zweigt eine Straße zur Nauiyu Aboriginal Community ab, wo die Römisch-katholische Mission und das Merrepen Arts Centre zu finden sind, in dem von Aborigines gefertigte Kunstgegenstände angeboten werden.